# Peredmistne
Peredmistne (en ucraïnès: Передмістне, en rus: Предмостное, Predmóstnoie) és un poble de la República Autònoma de Crimea, a Ucraïna, que el 2014 tenia 378 habitants. Pertany al districte rural de Djankoi. Fins al 1948 la vila es deia Tiup-Djankoi.